# 29988 Davidezilli
A 29988 Davidezilli (ideiglenes jelöléssel (29988) 1999 XR99) a Naprendszer kisbolygóövében található aszteroida. A LINEAR projekt keretében fedezték fel 1999. december 7-én.